# María José Montiel
María José Montiel (Madrid, 24 giugno 1968) è un mezzosoprano spagnolo.

## Biografia
Nata a Madrid, ha frequentato il Real Conservatorio della città specializzandosi con Pedro Lavirgen e Ana María Iriarte, per poi trasferirsi a Vienna per perfezionarsi con Sena Jurinac e Olivera Miljaković. Contemporaneamente si laurea in giurisprudenza e in Storia e Scienze della Musica all'Università Autonomica di Madrid.
Ha debuttato in Italia Carmen, ruolo che ha cantato anche in Svizzera, Germania, Francia, Spagna e Giappone. Ha collaborato con Riccardo Chailly nel Requiem di Verdi cantato nella Konzerthaus di Vienna, a Francoforte, Milano, Budapest, Tokyo (NHK Hall) e Lipsia (Gewandhaus).
Ha cantato nel Carnegie Hall di New York, Kennedy Center di Washington, Salle Pleyel e Opéra national di Parigi, Théâtre du Capitole di Tolosa, Finlandia Hall di Helsinki, Sala Filarmonica e Teatro dell'Opera di Varsavia, Musikverein, Konzerthaus e la Staatsoper di Vienna, Stadttheater di Berna, Festival di Bregenz, Opera di Budapest, Sydney Town Hall, La Scala di Milano, Teatro Regio di Parma, Teatro Verdi di Pisa, Teatro Comunale di Bologna, Teatro Politeama Greco di Lecce, La Fenice di Venezia, Teatro Verdi di Trieste, Teatro de La Monnaie di Bruxelles, New National Theatre di Tokyo. In Spagna ha cantato nel Teatro Real e Auditorio Nacional di Madrid, Gran Teatro del Liceo e Palau de la Música Catalana di Barcellona, Palau de la Música di Valencia, Teatro Villamarta di Jerez, Palacio de la Ópera di La Coruña ecc.
Nella reinaugurazione del Teatro Real di Madrid interpreta il ruolo principale di La vida breve di Manuel de Falla con il tenore Jaime Aragall. Sempre a Madrid interpreta Las Golondrinas, di Usandizaga, con Vicente Sardinero e la regia di José Carlos Plaza, canta nella Gala per i cento anni della SGAE con Montserrat Caballé e Alfredo Kraus e nella Gala del XXV Anniversario della Costituzione Spagnola. In recital ha accompagnato Plácido Domingo nella riapertura del Teatro Avenida di Buenos Aires, e accanto al tenore ha presentato la zarzuela Luisa Fernanda nel suo debutto su un palcoscenico italiano alla Scala di Milano, cantando in seguito la composizione di Torroba alla Washington National Opera, Teatro Real de Madrid, Opera di Los Angeles e al Teather an der Wien (Vienna).

## Repertorio
- Vincenzo Bellini
  - I Capuleti e i Montecchi, Romeo
  - Norma, Adalgisa
- Alban Berg
  - Wozzeck, Marie
- Georges Bizet
  - Carmen, Carmen
- Francesco Cilea
  - Adriana Lecouvreur, Principessa
- Gaetano Donizetti
  - La Favorite, Leonore
  - Maria Stuarda, Elisabetta
  - Lucrezia Borgia, Maffio Orsini
- Jules Massenet
  - Werther, Charlotte
  - Don Quichotte, Dulcinée
- Wolfgang Amadeus Mozart
  - La clemenza di Tito, Sesto
  - Così fan tutte, Dorabella
- Amilcare Ponchielli
  - La Gioconda, Laura
- Gioachino Rossini
  - Il barbiere di Siviglia, Rosina
- Richard Strauss
  - Ariadne auf Naxos, Komponist
  - Der Rosenkavalier, Oktavian
- Giuseppe Verdi
  - Don Carlo, Eboli
  - Aida, Amneris
  - Il trovatore, Azucena

Il suo repertorio sinfonico include: Les nuits d'été e Scene da Faust di Hector Berlioz, Seconda e Ottava sinfonia e Lieder eines fahrenden Gesellen di Gustav Mahler, Requiem di Verdi, Gloria di Antonio Vivaldi, Nona Sinfonia di Ludwig van Beethoven, Stabat Mater e Missa Solemnis di Rossini, Shéhérazade di Maurice Ravel, Rapsodia per contralto e coro maschile, op. 53 di Johannes Brahms. 
Nel repertorio spagnolo: l'opera Pepita Jiménez e Merlin di Isaac Albéniz, Ojos Verdes de Luna, di Tomás Marco, Eufonía di Xavier Montsalvatge; brani di Cruz de Castro, Peris, Bernaola, Barce e Anton García Abril.

## Premi
È stata premiata con il Lucrecia Arana, Federico Romero della SGAE, Ojo Crítico di RNE e il Premio CEOE, Fondazione Coca-Cola España. Nel 2007 le è stato consegnato il Premio Cultura per la Musica della Comunidad di Madrid. Nel 2011 ha vinto il Premio come Migliore Cantante Femminile d'Opera 2011 della Fondazione Premi Lirici Teatro Campoamor

## Discografia
La sua discografia include 17 incisioni per etichette come Dial, BIS, RTVE, Ensayo, Fundación Autor, Deutsche Gramophon e Stradivarius; il suo disco Modinha con Lieder del Brasile e con Luiz de Moura fu finalista ai Grammy Award e il suo Dvd Madrileña Bonita ha vinto il premio Dvd d'oro.